# Haselau
Haselau is een gemeente in de Duitse deelstaat Sleeswijk-Holstein. De gemeente maakt deel uit van de Kreis Pinneberg. Het ligt zo'n 10 km ten zuiden van Elmshorn aan de Unterelbe.
Haselau telt 1.097 inwoners. Naast de dorpskern Haselau zijn er nog de gehuchten Hohenhorst en Altendeich.
Johann Georg Christian Lehmann, botanicus en stichter van de botanische tuin van Hamburg werd er geboren.
Appen ·
Barmstedt ·
Bevern ·
Bilsen ·
Bokel ·
Bokholt-Hanredder ·
Bönningstedt ·
Borstel-Hohenraden ·
Brande-Hörnerkirchen ·
Bullenkuhlen ·
Ellerbek ·
Ellerhoop ·
Elmshorn ·
Groß Nordende ·
Groß Offenseth-Aspern ·
Halstenbek ·
Haselau ·
Haseldorf ·
Hasloh ·
Heede ·
Heidgraben ·
Heist ·
Helgoland ·
Hemdingen ·
Hetlingen ·
Holm ·
Klein Nordende ·
Klein Offenseth-Sparrieshoop ·
Kölln-Reisiek ·
Kummerfeld ·
Langeln ·
Lutzhorn ·
Moorrege ·
Neuendeich ·
Osterhorn ·
Pinneberg ·
Prisdorf ·
Quickborn ·
Raa-Besenbek ·
Rellingen ·
Schenefeld ·
Seester ·
Seestermühe ·
Seeth-Ekholt ·
Tangstedt ·
Tornesch ·
Uetersen ·
Wedel ·
Westerhorn